# Utwory liryczne (Edvard Grieg)

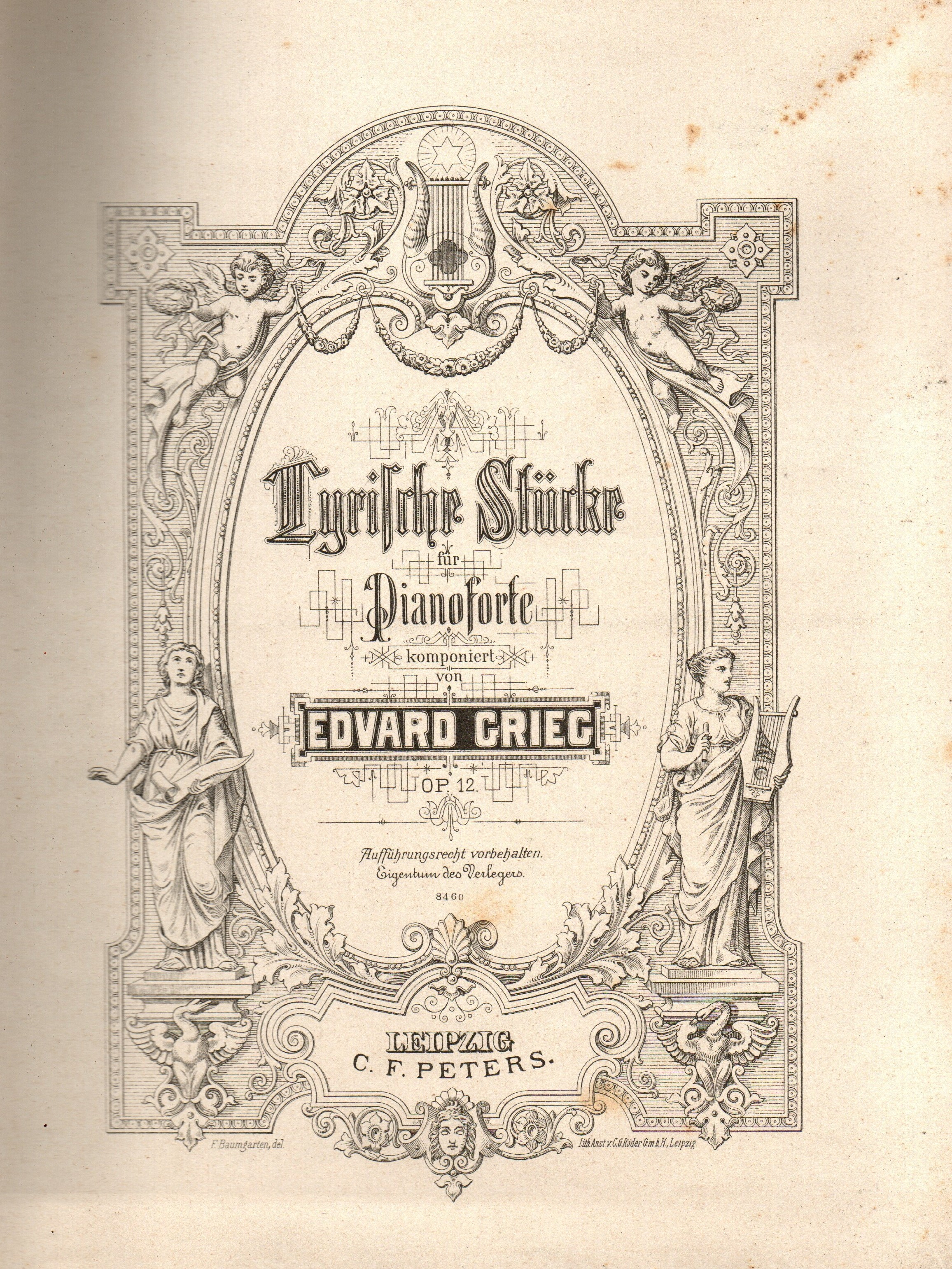
Strona tytułowa pierwszego zeszytu Utworów lirycznych

Utwory liryczne (nor.: Lyriske stykker) – zbiór 66 krótkich utworów na fortepian autorstwa E. Griega. Powstawały w latach 1864–1901; opublikowane zostały w 10 tomach (zeszytach) od 1867 (op. 12 – zeszyt pierwszy) do 1901 (op. 71 – zeszyt dziesiąty). Do najbardziej znanych utworów należą: Bryllupsdag På Troldhaugen (Wesele w Troldhaugen), Til våren (Do wiosny), Troldtog (Marsz trolli) i Sommerfugl (Motyl).

## Kompletna lista
Op. 12 (skomponowano 1864–1867; rok publikacji 1867):
- No. 1, Arietta
- No. 2, Vals
- No. 3, Vægtersang
- No. 4, Alfedans
- No. 5, Folkevise
- No. 6, Norsk melodi
- No. 7, Albumblad
- No. 8, Fædrelandssang

Op. 38 (skomponowano 1883, oprócz No. 8; rok publikacji 1884):
- No. 1, Vuggevise
- No. 2, Volkevise
- No. 3, Melodi
- No. 4, Halling
- No. 5, Springdans
- No. 6, Elegi
- No. 7, Vals
- No. 8, Kanon (ok. 1877–1878)

Op. 43 (skomponowano 1886; rok publikacji 1887):
- No. 1, Sommerfugl (Motyl)
- No. 2, Ensom vandrer
- No. 3, I hjemlandet
- No. 4, Liten fugl
- No. 5, Erotik
- No. 6, Til vaaren (Do wiosny)

Op. 47 (skomponowano 1886–1888; rok publikacji 1887):
- No. 1, Valse-Impromptu
- No. 2, Albumblad
- No. 3, Melodi
- No. 4, Halling
- No. 5, Melankoli
- No. 6, Springtanz
- No. 7, Elegi

Op. 54 (skomponowano 1889–1891; rok publikacji 1891):
- No. 1, Gjætergut
- No. 2, Gangar
- No. 3, Troldtog (Marsz trolli)
- No. 4, Notturno
- No. 5, Scherzo
- No. 6, Klokkeklang

Op. 57 (skomponowano 1890–1893; rok publikacji 1893):
- No. 1, Svundne dager
- No. 2, Gade
- No. 3, Illusion
- No. 4, Geheimniss
- No. 5, Sie tanzt
- No. 6, Heimweh

Op. 62 (skomponowano 1893–1895; rok publikacji 1895):
- No. 1, Sylfide
- No. 2, Tak
- No. 3, Fransk serenade
- No. 4, Bækken
- No. 5, Drømmesyn
- No. 6, Hjemad

Op. 65 (skomponowano 1896; rok publikacji 1897):
- No. 1, Fra ungdomsdagene
- No. 2, Bondens sang
- No. 3, Tungsind
- No. 4, Salon
- No. 5, I balladetone
- No. 6, Bryllupsdag på Troldhaugen (Wesele w Troldhaugen)

Op. 68 (skomponowano 1897–1899; rok publikacji 1899):
- No. 1, Matrosernes opsang
- No. 2, Bedstemors menuet
- No. 3, For dine fødder
- No. 4, Aften på højfjeldet
- No. 5, Bådnlåt
- No. 6, Valse mélancolique

Op. 71 (skomponowano i opublikowano 1901):
- No. 1, Det var engang
- No. 2, Sommeraften
- No. 3, Puck
- No. 4, Skovstilhed
- No. 5, Halling
- No. 6, Forbi
- No. 7, Efterklang